# Championnat d'Allemagne féminin de football 2009-2010
Navigation
Édition précédente Édition suivante
La Frauen-Bundesliga 2009-2010 est la 37e édition du championnat d'Allemagne féminin de football.
Le premier niveau du championnat féminin oppose douze clubs allemands en une série de vingt-deux rencontres jouées durant la saison de football. La compétition débute le 20 septembre 2009 et s'achève le 9 mai 2010.
Les deux premières places du championnat sont qualificatives pour la Ligue des champions féminine de l'UEFA alors que les deux dernières places sont synonymes de relégation en 2. Frauen-Bundesliga.
Lors de l'exercice précédent, le FC Sarrebruck et le Tennis Borussia Berlin ont gagné le droit d'évoluer dans cette compétition après avoir fini premiers de leurs groupes respectifs de 2. Frauen-Bundesliga.
Le FFC Turbine Potsdam et le Bayern Munich, respectivement champion et vice-champion en 2009, sont quant à eux, les représentants allemands en Ligue des champions féminine de l'UEFA 2009-2010 et accompagnent le FCR Duisbourg, champion d'Europe en titre.
À l'issue de la saison, le FFC Turbine Potsdam décroche le quatrième titre de champion d'Allemagne de son histoire. Dans le bas du classement, le SC Fribourg et le Tennis Borussia Berlin, sont relégués.
| \| SC Bad Neuenahr Bayern Munich Tennis Borussia Berlin FCR Duisbourg SG Essen-Schönebeck FFC Francfort SC Fribourg Hambourg SV FF USV Iéna FC Sarrebruck FFC Turbine Potsdam VfL Wolfsbourg \| Localisation des clubs engagés dans le championnat. |
| SC Bad Neuenahr Bayern Munich Tennis Borussia Berlin FCR Duisbourg SG Essen-Schönebeck FFC Francfort SC Fribourg Hambourg SV FF USV Iéna FC Sarrebruck FFC Turbine Potsdam VfL Wolfsbourg                                                           |

## Participants
Ce tableau présente les douze équipes qualifiées pour disputer le championnat 2009-2010. On y trouve le nom des clubs, la date de création du club, l'année de la dernière montée au sein de l'élite, leur classement de la saison précédente, le nom des stades ainsi que la capacité de ces derniers.
Légende des couleurs
- Qualifié pour la phase finale de la Ligue des champions 2009-2010.
- Qualifié pour le tour de qualification de la Ligue des champions 2009-2010.
- Promu de 2. Frauen-Bundesliga.

| Nom du club            | Date de création | Dernière montée | Cls 2009 | Stade                      | Capacité | Nb T. |
| ---------------------- | ---------------- | --------------- | -------- | -------------------------- | -------- | ----- |
| FFC Turbine Potsdam    | 1971             | 1994            | 1        | Karl-Liebknecht-Stadion    | 10 499   | 3     |
| Bayern Munich          | 1970             | 2000            | 2        | Sportpark Aschheim         | 3 000    | 1     |
| FCR Duisbourg          | 1977             | 1993            | 3        | PCC-Stadion                | 3 000    | 1     |
| FFC Francfort          | 1973             | 1990            | 4        | Stadion am Brentanobad     | 5 200    | 7     |
| SG Essen-Schönebeck    | 2000             | 2004            | 5        | Stadion Essen              | 20 650   | /     |
| Hambourg SV            | 1970             | 2003            | 6        | Wolfgang-Meyer-Sportanlage | 2 018    | /     |
| SC Fribourg            | 1975             | 2001            | 7        | Möslestadion               | 18 000   | /     |
| VfL Wolfsbourg         | 1973             | 2006            | 8        | VfL-Stadion am Elsterweg   | 17 600   | /     |
| FF USV Iéna            | -                | 2008            | 9        | Ernst-Abbe-Sportfeld       | 12 630   | /     |
| SC Bad Neuenahr        | 1907             | 1997            | 10       | Apollinarisstadion         | 4 580    | 1     |
| Tennis Borussia Berlin | 1969             | 2009            | 2.FB     | Mommsenstadion             | 15 005   | /     |
| FC Sarrebruck          | 1990             | 2009            | 2.FB     | Stadion Kieselhumes        | 6 000    | /     |

## Compétition

### Classement
Le classement est calculé avec le barème de points suivant : une victoire vaut trois points, le match nul un et la défaite zéro.
Les critères utilisés pour départager en cas d'égalité au classement sont les suivants :
1. différence entre les buts marqués et les buts concédés sur la totalité des matchs joués dans le championnat ;
2. plus grand nombre de buts marqués sur la totalité des matchs joués dans le championnat.

| Rang | Équipe                   | Pts | J  | G  | N | P  | Bp | Bc | Diff |
| ---- | ------------------------ | --- | -- | -- | - | -- | -- | -- | ---- |
| 1    | FFC Turbine Potsdam T    | 59  | 22 | 19 | 2 | 1  | 84 | 15 | +69  |
| 2    | FCR Duisbourg C          | 54  | 22 | 17 | 3 | 2  | 73 | 16 | +57  |
| 3    | FFC Francfort            | 51  | 22 | 17 | 0 | 5  | 84 | 29 | +55  |
| 4    | Bayern Munich            | 39  | 22 | 12 | 3 | 7  | 42 | 35 | +7   |
| 5    | VfL Wolfsbourg           | 37  | 22 | 11 | 4 | 7  | 45 | 30 | +15  |
| 6    | SC Bad Neuenahr          | 32  | 22 | 10 | 2 | 10 | 35 | 36 | -1   |
| 7    | Hambourg SV              | 28  | 22 | 8  | 4 | 10 | 31 | 51 | -20  |
| 8    | FF USV Iéna              | 21  | 22 | 6  | 3 | 13 | 31 | 60 | -29  |
| 9    | FC Sarrebruck P          | 19  | 22 | 5  | 4 | 13 | 30 | 54 | -24  |
| 10   | SG Essen-Schönebeck      | 16  | 22 | 3  | 7 | 12 | 25 | 58 | -33  |
| 11   | SC Fribourg              | 13  | 22 | 4  | 1 | 17 | 14 | 53 | -39  |
| 12   | Tennis Borussia Berlin P | 9   | 22 | 2  | 3 | 17 | 17 | 74 | -57  |

| Légende : | Légende : |
| --------- | --- |
|           | Qualifié pour la Ligue des champions 2010-2011 (Seizièmes de finale). |
|           | Qualifié pour la Ligue des champions 2010-2011 (Tour de qualification). |
|           | Relégué en 2. Frauen-Bundesliga. |
|           | T Tenant du titre. P Promu de 2. Frauen-Bundesliga. C Vainqueur de la DFB-Pokal Frauen 2009-2010. Pts points ; G victoires ; N match nuls ; P défaites Bp buts marqués ; Bc buts encaissés ; Diff différence de buts |

### Résultats
| Résultats (▼dom., ►ext.)                                   | Bad | ByM | Bor  | Dui | Ess | Fra | Fri | Ham | Ién | Sar | Tur | Wol |
| SC Bad Neuenahr                                            |     | 3-0 | 2-1  | 1-3 | 1-2 | 1-5 | 3-0 | 0-0 | 6-2 | 2-1 | 0-4 | 1-0 |
| Bayern Munich                                              | 0-1 |     | 5-0  | 1-2 | 3-0 | 2-1 | 2-1 | 1-2 | 1-0 | 6-2 | 3-3 | 2-1 |
| Tennis Borussia Berlin                                     | 0-2 | 2-2 |      | 0-5 | 1-2 | 1-6 | 2-0 | 3-1 | 0-3 | 2-2 | 0-6 | 0-3 |
| FCR Duisbourg                                              | 4-1 | 7-0 | 4-1  |     | 2-0 | 0-2 | 5-0 | 4-0 | 3-0 | 1-1 | 2-2 | 4-0 |
| SG Essen-Schönebeck                                        | 0-0 | 0-2 | 2-2  | 1-1 |     | 3-8 | 3-2 | 2-3 | 3-3 | 0-1 | 1-5 | 2-2 |
| FFC Francfort                                              | 5-2 | 2-3 | 13-0 | 2-3 | 4-0 |     | 5-1 | 4-2 | 3-1 | 4-0 | 2-1 | 1-2 |
| SC Fribourg                                                | 4-1 | 0-3 | 2-0  | 0-3 | 1-1 | 0-2 |     | 0-2 | 0-1 | 1-0 | 0-4 | 1-3 |
| Hambourg SV                                                | 2-1 | 1-4 | 1-0  | 1-4 | 2-0 | 0-4 | 0-1 |     | 1-3 | 1-0 | 1-5 | 2-2 |
| FF USV Iéna                                                | 0-3 | 1-2 | 4-0  | 0-6 | 2-2 | 0-3 | 2-0 | 2-2 |     | 3-1 | 1-4 | 1-6 |
| FC Sarrebruck                                              | 0-4 | 0-0 | 3-1  | 0-6 | 3-1 | 1-4 | 5-0 | 2-4 | 5-2 |     | 0-3 | 0-2 |
| FFC Turbine Potsdam                                        | 1-0 | 2-0 | 3-1  | 2-1 | 7-0 | 4-1 | 5-0 | 6-0 | 7-0 | 5-1 |     | 2-0 |
| VfL Wolfsbourg                                             | 2-0 | 4-0 | 3-0  | 1-3 | 3-0 | 2-3 | 1-0 | 3-3 | 2-0 | 2-2 | 1-3 |     |
| - Victoire à domicile - Match nul - Victoire à l'extérieur |     |     |      |     |     |     |     |     |     |     |     |     |

## Bilan de la saison
| Championnat d'Allemagne féminin de football 2009-2010 |                                |
| Champion                                              | FFC Turbine Potsdam (4e titre) |
| Dauphin                                               | FCR Duisbourg                  |
| Coupes et trophées                                    |                                |
| Vainqueur DFB-Pokal Frauen 2009-2010                  | FCR Duisbourg                  |
| Qualifications continentales                          |                                |
| Ligue des champions 2010-2011                         | FFC Turbine Potsdam            |
| Ligue des champions 2010-2011                         | FCR Duisbourg                  |
| Promotions et relégations                             |                                |
| Promus en Frauen-Bundesliga                           | Bayer Leverkusen               |
| Promus en Frauen-Bundesliga                           | HSV Borussia Friedenstal       |
| Relégués en 2. Frauen-Bundesliga                      | SC Fribourg                    |
| Relégués en 2. Frauen-Bundesliga                      | Tennis Borussia Berlin         |

## Statistiques
| Cls | Joueuse                | Club                | Buts |
| --- | ---------------------- | ------------------- | ---- |
| 1   | Inka Grings            | FCR Duisbourg       | 28   |
| 2   | Kerstin Garefrekes     | FFC Francfort       | 19   |
| 3   | Anja Mittag            | FFC Turbine Potsdam | 17   |
| 4   | Fatmire Bajramaj       | FFC Turbine Potsdam | 16   |
| 5   | Célia Okoyino da Mbabi | SC Bad Neuenahr     | 15   |
| 5   | Conny Pohlers          | FFC Francfort       | 15   |
| 7   | Genoveva Añonma        | FF USV Iéna         | 14   |
| 7   | Martina Müller         | VfL Wolfsbourg      | 14   |
| 9   | Birgit Prinz           | FFC Francfort       | 12   |
| 10  | Nadine Keßler          | FFC Turbine Potsdam | 11   |
| 10  | Petra Wimbersky        | FFC Francfort       | 11   |